# Josué Guébo
Josué Yoroba Guébo, o Josué Guébo (Abiyán, Costa de Marfil, 21 de julio de 1972) es un hombre de letras y un académico de Costa de Marfil. Una figura importante de la poesía contemporánea africana, también es un escritor de cuentos, dramaturgo, ensayista y autor de literatura infantil. 6 ° Presidente de la Asociación de Escritores de Costa de Marfil (AECI), es el ganador del Gran Premio Bernard Dadié y el Premio U Tam'si.

## Biografía
Josué Yoroba Guébo, nacido 21 de julio de 1972, a Abiyán, la capital económica de Costa de Marfil. Comenzó a escribir poesía cuando era joven. La primera parece haber sido compuesto a la edad de doce o trece años. Su interés le llevó a leer las obras de Aimé Césaire y Paul Verlaine.

## Premios

### Premios literarios
- 1998 : Premio de  RFI concurso de escritura "3 heures pour écrire" (3 horas para escribir);
- 2000 : Primer Association des écrivains de Côte d’Ivoire Premio Nacional de Poesía por "Noël, un fusil nous est né" (Navidad, nos ha nacido un arma);
- 2007 : Primer Premio en Poesía " Les Manuscrits d'or" por "C'était hier" (Eso fue ayer);
- 2007 : Primer Premio de Cuentos " Les Manuscrits d'or" por "Confidences d'une pièce de 25 Francs" (Confesiones de una moneda de 25 francos);
- 2014 : Premio Tchicaya U Tam'si por el poesía de África por Songe à Lampedusa;
- 2017 : Bernard Dadié gran premio nacional para la literatura para Aux chemins de Babo Naki ( Babo Naki 's senderos').

### Otras distinciones
- 2012 : Caballero del Mérito Cultural Marfileño.